# Hochberg (Haardt)
Der Hochberg ist ein 635,3 m ü. NHN hoher Berg in der mittleren Haardt im Pfälzerwald. Er liegt auf der Gemarkung der Gemeinde Sankt Martin im Landkreis Südliche Weinstraße in Rheinland-Pfalz (Deutschland). Nach der Kalmit (672,6 m), dem Kesselberg (661,8 m) und dem Roßberg (637 m) ist er der vierthöchste Berg des Pfälzerwaldes.

## Geographie

### Lage
Der Hochberg erhebt sich im Naturpark Pfälzerwald und im Biosphärenreservat Pfälzerwald-Vosges du Nord. Er befindet sich südlich zu dem zum Kalmitmassiv gehörenden Breitenberg (545,2 m) und Hüttenberg (620,1 m) zwischen dem Sankt Martiner Tal im Norden und dem Edenkobener Tal im Süden. Sein Gipfel liegt 2,3 km westlich von Sankt Martin. Südöstlicher Vorgipfel des Hochbergs ist der Schraußenberg (582,6 m). Im Osten fällt das Bergmassiv zur Oberrheinischen Tiefebene ab, wobei noch die Erhebungen der Kropsburg (334,3 m), des Heidelbergs (338,3 m) und des Werderbergs (349,7 m) mit dem Sieges- und Friedensdenkmal Edenkoben vorgelagert sind. Im Westen ist der Berg über den Bergsattel an der St.-Martiner Hütte (485,6 m) mit dem Schafkopf (616,8 m) verbunden.
Nach Norden fällt die Landschaft des Hochbergs ins Tal des Kropsbachs ab und nach Südwesten und Süden in das des Triefenbachs, die beide aus dem Pfälzerwald in die östlich von diesem liegende Oberrheinische Tiefebene hinausfließen.

### Naturräumliche Zuordnung
Der Hochberg gehört zum Naturraum Pfälzerwald, der in der Systematik des von Emil Meynen und Josef Schmithüsen herausgegebenen Handbuches der naturräumlichen Gliederung Deutschlands und seinen Nachfolgepublikationen als Großregion 3. Ordnung klassifiziert wird. Betrachtet man die Binnengliederung des Naturraums, so gehört er zum Mittleren Pfälzerwald.
Zusammenfassend folgt die naturräumliche Zuordnung des Hochbergs damit folgender Systematik:
1. Großregion 1. Ordnung: Schichtstufenland beiderseits des Oberrheingrabens
2. Großregion 2. Ordnung: Pfälzisch-Saarländisches Schichtstufenland
3. Großregion 3. Ordnung: Pfälzerwald
4. Region 4. Ordnung (Haupteinheit): Mittlerer Pfälzerwald
5. Region 5. Ordnung: Haardt

## Gipfel und Wandern
Auf dem bewaldeten Hochberg befindet sich ein Steinkegel, der Steinernes Köppl genannt wird. Unweit des Gipfels liegt der Schornsteinfelsen, von dem eine Aussicht in die Oberrheinische Tiefebene möglich ist. Er kann über markierte Wanderwege von Osten ab der Kropsburg bzw. vom Westen von der Wegspinne an der St.-Martiner Hütte erreicht werden. Am Osthang oberhalb von Sankt Martin befinden sich als Sehenswürdigkeiten der Kreuzweg zur St. Ottilia-Kapelle, die Mariengrotte und der Dichterhain.

## St.-Martiner Hütte
Die St.-Martiner Hütte (auch Hesselbachhütte) ist eine unbewirtschaftete Schutzhütte. Die Hütte wird von der Ortsgruppe Sankt Martin des Pfälzerwald-Vereins unterhalten. Sie liegt auf den Bergsattel zwischen dem Schafkopf (616,8 m) im Westen und dem Hochberg (635,3 m) im Osten auf der Gemarkung einer zu Kirrweiler gehörenden Waldexklave.
Die Hütte wurde im Jahr 1904 vom damaligen Verschönerungsverein Sankt Martin errichtet. Der Holzbau wurde mehrfach in den Jahren 1949, 1956, 2001 und 2013 durch den Pfälzerwald-Verein renoviert. Sie steht auf einem Sandsteinfundament.
Die Hütte kann über markierte Wanderwege des Pfälzerwald-Vereins erreicht werden. Vom Wanderparkplatz an der Totenkopfstraße (Landesstraße 514) bei der Pfälzerwald-Vereinshütte Haus an den Fichten erreicht man die Hütte aus dem Sankt Martiner Tal in 30 Minuten. Alternativ erreicht man die Hütte aus dem Edenkobener Tal von der Edenkobener Hütte am Hüttenbrunnen durch den Aufstieg im Haselbachtal. Der Bergsattel mit der Schutzhütte ist ein zentraler Knotenpunkt (Wegspinne) im Naturpark Pfälzerwald.